# Natalia Verbeke
Natalia Carolina Verbeke Leiva (Buenos Aires, 23 de febrer de 1975) és una actriu argentina nacionalitzada espanyola.

## Biografia
Va néixer a l'Argentina i va viure allí fins als 11 anys, moment en el qual la seva família va decidir traslladar-se a Madrid (Espanya). Va estudiar a la Reial Escola Superior d'Art Dramàtic, a l'Escola Guindalera amb Juan Pastor, va estudiar un curs d'interpretació per a professionals amb John Strasberg, dansa contemporània amb Josefina Tomás, flamenc amb Miquel Sandoval, Carmen Romera i Víctor Ullate.

## Trajectòria
Va debutar amb la pel·lícula Un buen novio (1998), al costat de Fernando Guillén Cuervo, i va rebre el Premi Max Factor per ser «el rostre més bonic del cinema espanyol». Després van venir Nadie conoce a nadie (1999), El hijo de la novia (2001) i la que la va catapultar a la fama: El otro lado de la cama (2002). També va aparèixer a A golpes, on va interpretar a María, una boxadora que es guanyava la vida com a taxista; o Días de fútbol (2003) de David Serrano.
Al teatre va interpretar El somni d'una nit d'estiu, de William Shakespeare, a Anglaterra.
El seu primer paper fix en televisió va ser en la producció de misteri d'Antena 3 El pantano al costat d'Emma Suárez i Antonio Valero, on va interpretar a Inés Alonso durant els nou episodis amb els quals va contar la sèrie. Més tard va formar part del repartiment de la sèrie de Televisió Espanyola Al filo de la ley interpretant Elena Castro.
El 2007 va tornar a la pantalla petita per a participar en la sèrie de gran audiència Los Serrano, de Telecinco. Interpretava Ana Blanco, la germana petita d'Andrés (Jorge Fernández) i Candela (Nuria González), ama del col·legi de Santa Justa, durant la sisena i la setena temporada.
El 2008 va encapçalar el repartiment de la minisèrie La bella Otero basada en la novel·la homònima de Carmen Posadas. Es tracta d'una producció europea (Espanya, Alemanya, Itàlia i França) en la qual va compartir repartiment al costat de John Malkovich i Montse Guallar entre d'altres.
Entre 2009 i 2011 protagonitzà la sèrie d'Antena 3 Doctor Mateo al costat de Gonzalo de Castro. En ella va interpretar a Adriana Pozuelo, la mestra del poble, durant les cinc temporades que va durar la sèrie. Gràcies a aquest personatge Natalia va aconseguir un Premi Ondas a millor actriu de televisió en 2010, un Premi Zàping a millor actriu en 2011, a més de dues nominacions als TP d'or i els Fotogramas de plata en 2011 i 2009 respectivament.
El 2011 va protagonitzar la comèdia Las chicas de la sexta planta al costat de Carmen Maura i Lola Dueñas. El 2012 participà en la sèrie francesa Jeu de dames del canal France 3.
L'abril de 2013 fitxà per la sèrie d'Antena 3 Bienvenidos al Lolita, una comèdia musical al costat de Beatriz Carvajal o Rodrigo Guirao entre altres i que es va estrenar el 7 de gener de 2014. Després de vuit capítols va ser cancel·lada per baixa audiència.
El març de 2016 estrena la sèrie El Caso. Crónica de sucesos de Televisió Espanyola protagonitzada per Fernando Guillén Cuervo i Verónica Sánchez. En ella va interpretar a la mèdic forense Rebeca Martín durant els tretze episodis que es va allargar la primera temporada. Al juny d'aquest mateix any Televisió Espanyola va anunciar, a través d'un comunicat, que la sèrie no havia estat renovada per a una segona temporada malgrat les bones crítiques que havia rebut.
El 2017 es trobava en el procés d'enregistrament de la pel·lícula hispano-argentina El último traje dirigida por Pablo Solarz, que era previst que s'estrenés aquell any.

## Filmografia

### Cinema
| Any  | Títol                     | Paper                 | Gènere                         | Director                                    |
| ---- | ------------------------- | --------------------- | ------------------------------ | ------------------------------------------- |
| 2011 | Les dones del sisè pis    | María González        | Comèdia                        | Philippe Le Guay                            |
| 2007 | Arritmia                  | Manuela               | Drama, Fantasia, Misterio      | Vicente Peñarrocha                          |
| 2006 | GAL                       | Marta Castillo        | Drama, Thriller                | Miguel Courtois                             |
| 2005 | El método                 | Montse                | Drama                          | Marcelo Piñeyro                             |
| 2005 | A golpes                  | María                 | Drama                          | Juan Vicente Córdoba                        |
| 2005 | Tempesta                  | Chiara                | Drama, Thriller                | Tim Disney                                  |
| 2004 | El juego de la verdad     | Susana                | Comèdia, Romanç                | Álvaro Fernández Armero                     |
| 2004 | El espantatiburones (Veu) | Lola (Angelina Jolie) | Animació, Comèdia              | Rob Letterman, Vicky Jenson i Bibo Bergeron |
| 2003 | El punto sobre la I       | Carmen Collazo        | Drama, Romanç, Thriller        | Matthew Parkhill                            |
| 2003 | Días de fútbol            | Violeta               | Comèdia                        | David Serrano                               |
| 2003 | El Cid: La leyenda (Veu)  | Jimena Díaz           | Animació, Aventures, Biografia | José Pozo                                   |
| 2002 | El otro lado de la cama   | Paula                 | Drama, Comèdia, Musical        | Emilio Martínez-Lázaro                      |
| 2002 | Apasionados               | Uma                   | Comèdia, Romanç                | Juan José Jusid                             |
| 2001 | El hijo de la novia       | Naty                  | Drama, Comèdia                 | Juan José Campanella                        |
| 2001 | Jump Tomorrow             | Alicia                | Drama, Romanç, Comèdia         | Joel Hopkins                                |
| 2000 | Kasbah                    | Alix                  | Drama, Thriller                | Mariano Barroso                             |
| 2000 | Carretera y manta         | Marta                 | Comèdia                        | Alfonso Arandia                             |
| 1999 | Nadie conoce a nadie      | María                 | Romanç, Thriller               | Mateo Gil                                   |
| 1998 | Un buen novio             | Verónica              | Comèdia, Thriller, Crimen      | Jesús R. Delgado                            |

### Sèries de televisió
| Any         | Títol                       | Cadena              | Paper                  | Episodis    |
| ----------- | --------------------------- | ------------------- | ---------------------- | ----------- |
| 2003        | El pantano                  | Antena 3            | Inés Alonso            | 9 episodis  |
| 2005        | Al filo de la ley           | La 1                | Elena Castro           | 13 episodis |
| 2007 - 2008 | Los Serrano                 | Telecinco           | Ana Blanco Fernández   | 23 episodis |
| 2008        | La bella Otero              | Antena 3            | Carolina               | 2 episodis  |
| 2009 - 2011 | Doctor Mateo                | Antena 3            | Adriana Pozuelo        | 53 episodis |
| 2012        | Jeu de Dames                | France 3            | Dolores                | 3 episodis  |
| 2014        | Bienvenidos al Lolita       | Antena 3            | Violeta Reina          | 8 episodis  |
| 2016        | El Caso: Crónica de sucesos | La 1                | Rebeca Martín Esquivel | 13 episodis |
| 2019 - 2020 | El nudo                     | Atresplayer Premium | Cristina Arias         | ¿? episodis |

## Premis i nominacions[calcitació]
British Independent Film Awards
| Any  | Categoria        | Pel·lícula    | Resultat |
| ---- | ---------------- | ------------- | -------- |
| 2001 | Actriu Revelació | Jump Tomorrow | Nominada |

Cercle d'Escriptors Cinematogràfics
| Any  | Categoria                | Pel·lícula              | Resultat |
| ---- | ------------------------ | ----------------------- | -------- |
| 2003 | millor Actriu Secundària | El otro lado de la cama | Nominada |

Fotogramas de Plata
| Any  | Categoria           | Pel·lícula   | Resultat |
| ---- | ------------------- | ------------ | -------- |
| 2009 | millor actriu de TV | Doctor Mateo | Nominada |

Premis Ondas
| Any  | Categoria                   | Pel·lícula/Sèrie        | Resultat   |
| ---- | --------------------------- | ----------------------- | ---------- |
| 2010 | Millor Actriu de Televisión | Doctor Mateo            | Guanyadora |
| 2002 | Millor actriu               | El otro lado de la cama | Guanyadora |
| 2002 | Millor actriu               | El hijo de la novia     | Guanyadora |

Unión d'Actores
| Any  | Categoria                            | Pel·lícula              | Resultat |
| ---- | ------------------------------------ | ----------------------- | -------- |
| 2003 | millor actriu Protagonista de Cinema | El otro lado de la cama | Nominada |

TP d'Or
| Any  | Categoria     | Sèrie        | Resultat |
| ---- | ------------- | ------------ | -------- |
| 2011 | millor Actriu | Doctor Mateo | Nominada |

Premis Turia
| Any  | Categoria     | Pel·lícula          | Resultat   |
| ---- | ------------- | ------------------- | ---------- |
| 2002 | millor actriu | El hijo de la novia | Guanyadora |

Premis Zapping
| Any  | Categoria     | Sèrie        | Resultat   |
| ---- | ------------- | ------------ | ---------- |
| 2011 | millor actriu | Doctor Mateo | Guanyadora |

## Vida privada
El 2003 va mantenir un festeig d'uns mesos amb el presentador de televisió Gonzalo Miró. El 2005 va començar una relació amb el torero madrileny Miguel Abellán que es va allargar cinc anys. Des de 2010 fins a 2013 va mantenir una relació sentimental intermitent amb el seu company de repartiment Gonzalo de Castro.
El 2013 va començar a sortir amb el xef Jaime Renero amb qui va arribar a comprometre's el 2014. Pocs dies abans de les noces, la parella va cancel·lar les noces i en els mesos posteriors es van llançar acusacions mútuament sobre la raó de la ruptura de la parella.
Des de 2015 manté una relació sentimental amb el jugador de rugbi argentí Marcos Poggi, tretze anys menor que ella. Al novembre de 2016 la parella anuncia que està esperant el seu primer fill en comú. El 12 de març de 2017 va néixer la seva primera filla, una nena anomenada Chiara.